# Bristol Type 143
El Bristol Type 143 fue un avión monoplano bimotor británico diseñado por Frank Barnwell de la Bristol Aeroplane Company.
Desarrollado junto con el más famoso Type 142, que se convirtió en el bombardero ligero Blenheim, utilizaba el mismo diseño de ala y empleaba las mismas características de diseño avanzadas (para la época), como el recubrimiento sujeto a esfuerzos, flaps y tren de aterrizaje retráctil. El motor para el que fue diseñado nunca entró en producción y solo se fabricó un único prototipo.

## Diseño y desarrollo
Al igual que el más conocido Type 142, el Type 143 surgió de la propuesta Type 135 de Bristol, que no se construyó, de un avión de transporte ligero bimotor civil. Se trataba de un monoplano bimotor de ala baja, con capacidad para seis personas y dos tripulantes, diseñado inicialmente por Frank Barnwell, con la intención de utilizar el más pequeño de los dos motores que estaba desarrollando Roy Fedden, el Aquila I. Aunque se autorizó la fabricación de un segundo Aquila, no se hizo nada para construir un fuselaje real. Mientras tanto, a principios de 1934, Lord Rothermere anunció su intención de encargar la construcción del «avión civil más rápido de Europa». Barnwell propuso un avión basado en el Type 135, pero utilizando el más potente motor Mercury en lugar del Aquila, y Rothermere lo aceptó; el avión fue encargado el 26 de marzo de 1934 y voló por primera vez el 12 de abril de 1935. 
El diseño del Type 143 era muy similar al del Type 135, aunque la cabina se amplió para albergar a ocho personas y se realizaron algunos cambios de detalle para optimizar el uso de componentes comunes con el Type 142: más del 70% de los componentes eran compartidos. El prototipo del 143 se construyó junto con el Type 142 y recibió la matrícula civil G-ADEK el 22 de marzo de 1935, pero hubo que esperar hasta finales de año para que los motores completaran las pruebas. Voló por primera vez el 20 de enero de 1936 sin matrícula, pero con la marca R-14. En Filton continuaron los vuelos, principalmente como banco de pruebas para el Aquila. Fue almacenado cuando se abandonó el desarrollo de Aquila en 1938 y posteriormente fue desguazado. 

## Variantes
Type 135
Propuesto transporte ligero civil bimotor, no construido.
Type 143
Desarrollo del Type 135 con cabina ampliada, uno construido.

## Especificaciones
Referencia datos: Bristol Aircraft since 1910

### Características generales
- Tripulación: Dos
- Capacidad: 8 pasajeros
- Longitud: 13,2 m (43,2 ft)
- Envergadura: 17,2 m (56,3 ft)
- Altura: 3,7 m (12,2 ft)
- Superficie alar: 43,6 m² (469,3 ft²)
- Peso vacío: 3175 kg (6997,7 lb)
- Peso máximo al despegue: 4990 kg (10 998 lb)
- Planta motriz: 2× motor radial de 9 cilindros de válvulas de camisa refrigerado por aire Bristol Aquila I.
  - Potencia: 370 kW (510 HP; 503 CV) cada uno.
- Hélices: Bipala de paso variable

### Rendimiento
- Velocidad máxima operativa (Vno): 400 km/h (249 MPH; 216 kt)
- Alcance: 2010 km (1085 nmi; 1249 mi)

## Aeronaves relacionadas

### Aeronaves similares
- Lockheed Model 10 Electra
- Airspeed Envoy

### Secuencias de designación
- Secuencia Numérica (interna de Bristol): ← 124 - 130 - 133 - 135 - 137 - 138 - 142/142M - 143 - 144 - 146 - 148 →